# Kuter rybacki

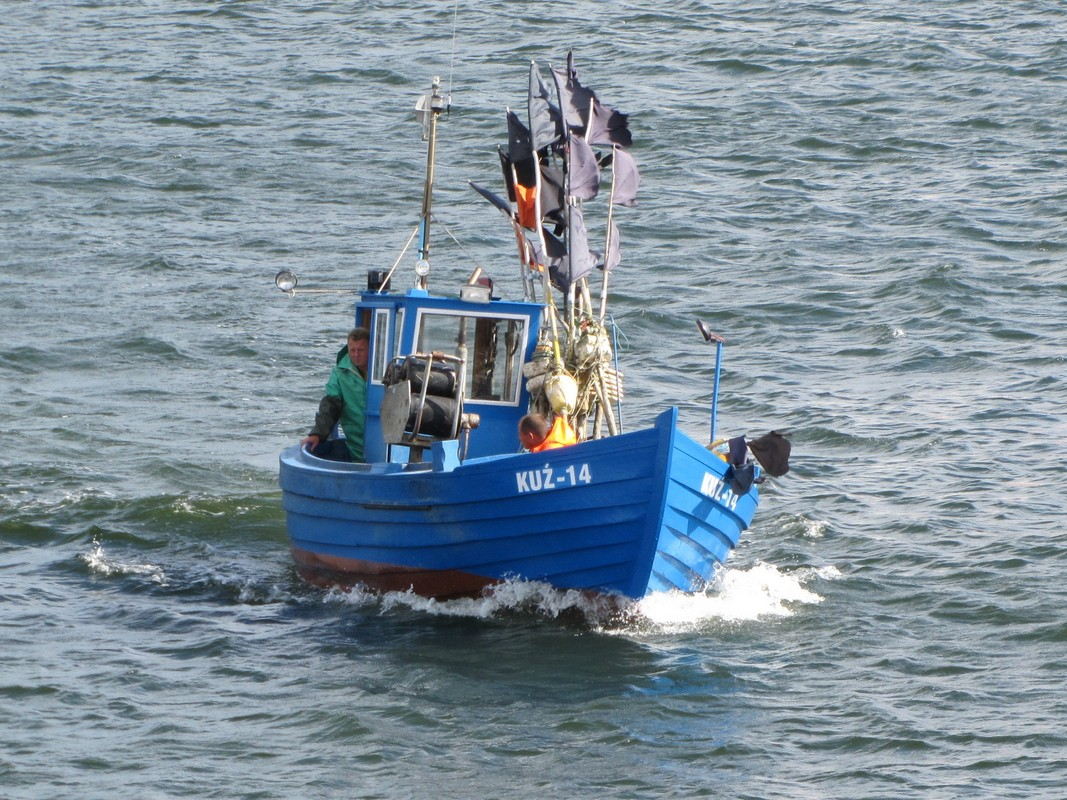
Polski kuter rybacki, na pokładzie widoczne boje znakowe

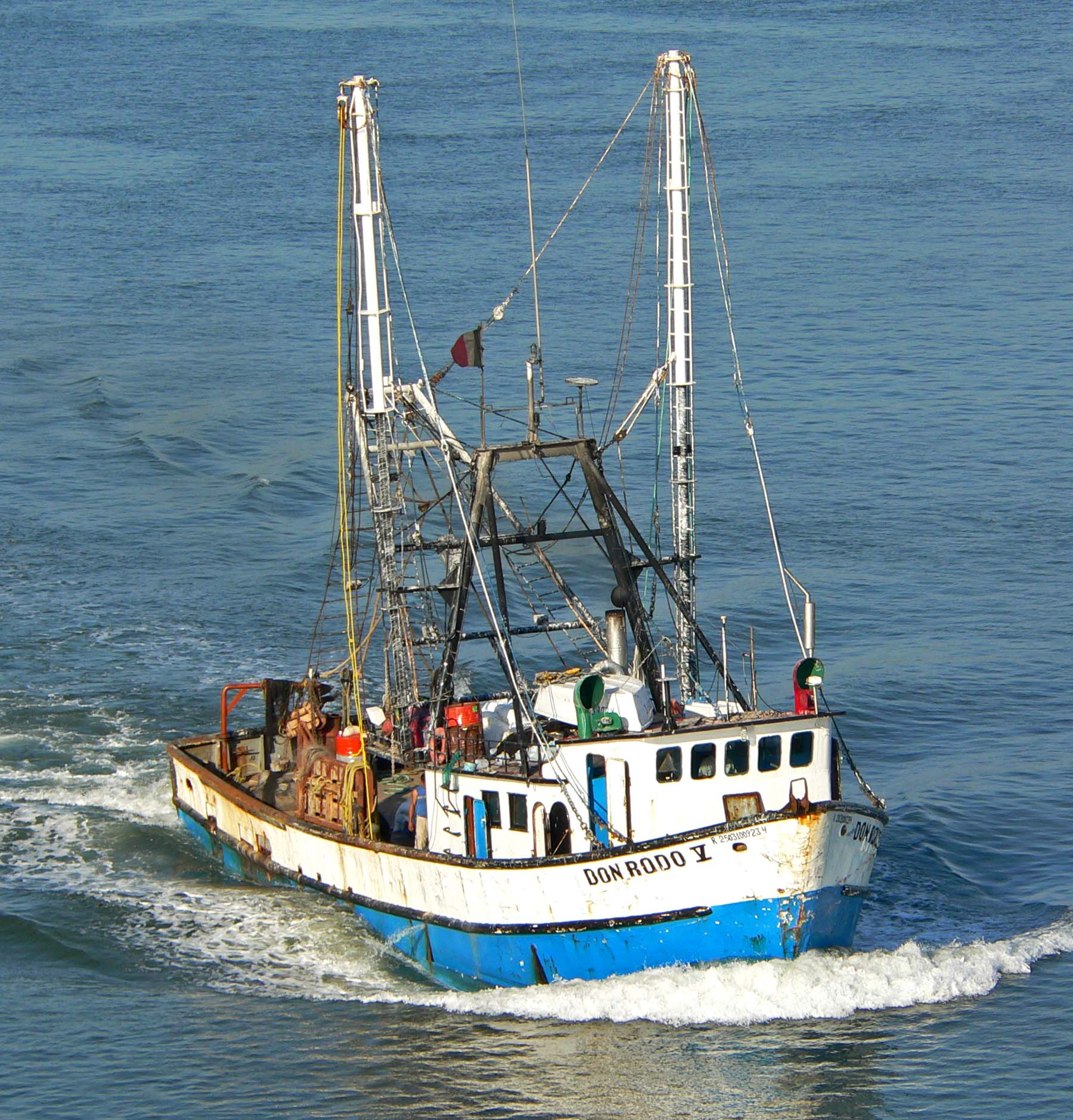
Francuski średni kuter rybacki

Kuter rybacki – mały statek rybacki, najmniejsza jednostka połowowa, która służy rybakom do połowu ryb w systemie zbliżonym do połowu trawlerami.
Kutry dzielą się na małe (o długości 13-15 metrów), średnie (do 17 metrów) i superkutry (do 24 metrów). Kutry mogą być drewniane (w zaniku), stalowe lub wykonane z laminatów. Połowy na dalekich akwenach odbywają się z wykorzystaniem statków-baz. Napęd współczesnego kutra stanowi zwykle silnik spalinowy o mocy do 400 KM, dawniej było nim ożaglowanie do 45 m² powierzchni.